# خوسيه ماريا مارتين دومينغو
خوسيه ماريا مارتين دومينغو (بالإسبانية: José María Martín Domingo) هو موزع وملحن إسباني، ولد في 23 مايو 1887، وتوفي في 16 يوليو 1961.

## وصلات خارجية
- خوسيه ماريا مارتين دومينغو على موقع IMDb (الإنجليزية)
- خوسيه ماريا مارتين دومينغو على موقع ديسكوغز (الإنجليزية)